# 防石鉄道

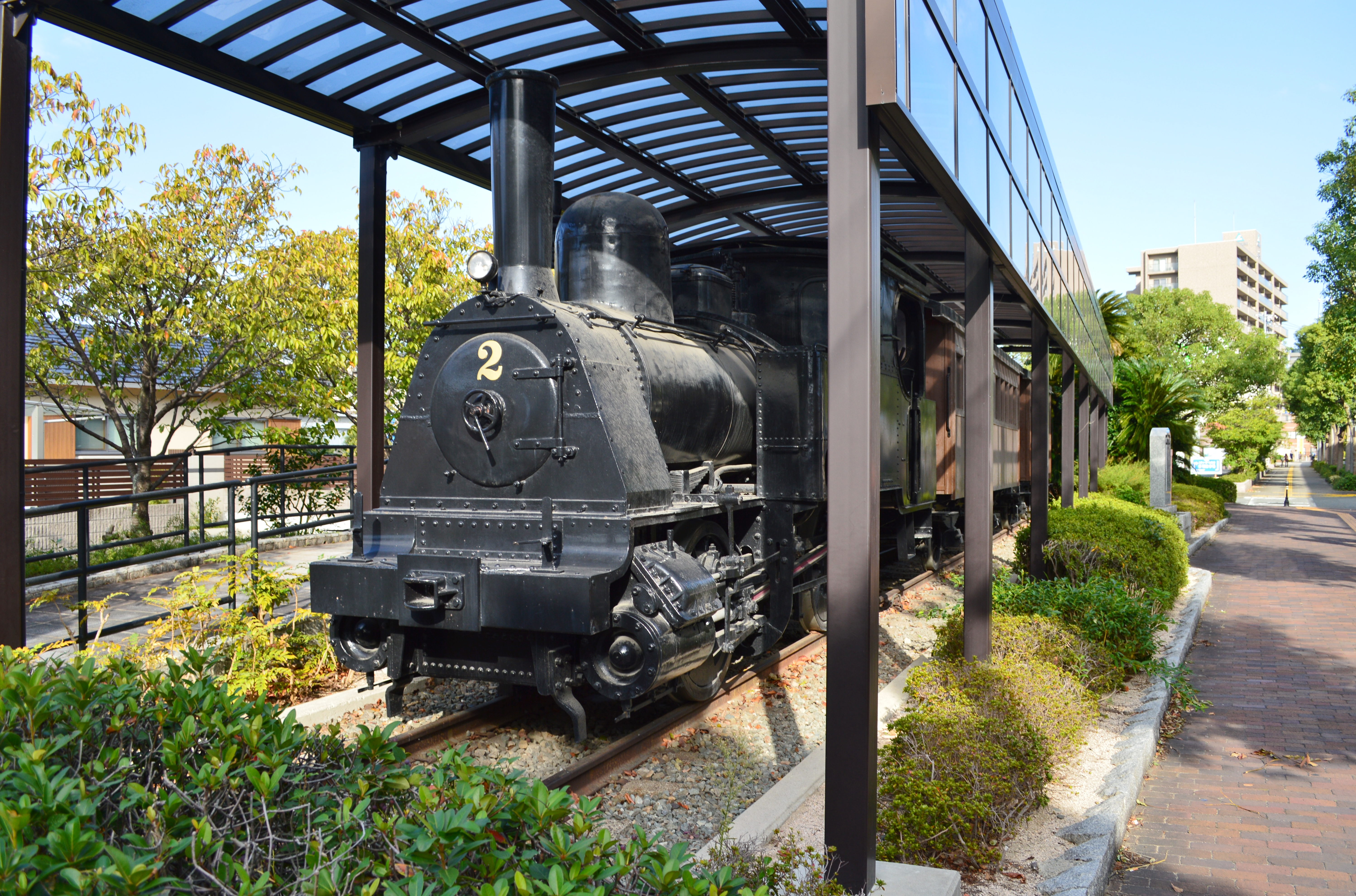
防府駅西方の高架線脇に保存されている防石鉄道の車両。先頭から2号蒸気機関車・ハ6号客車・ハニフ1号客車。防府市指定有形文化財（客車2両は附指定）。

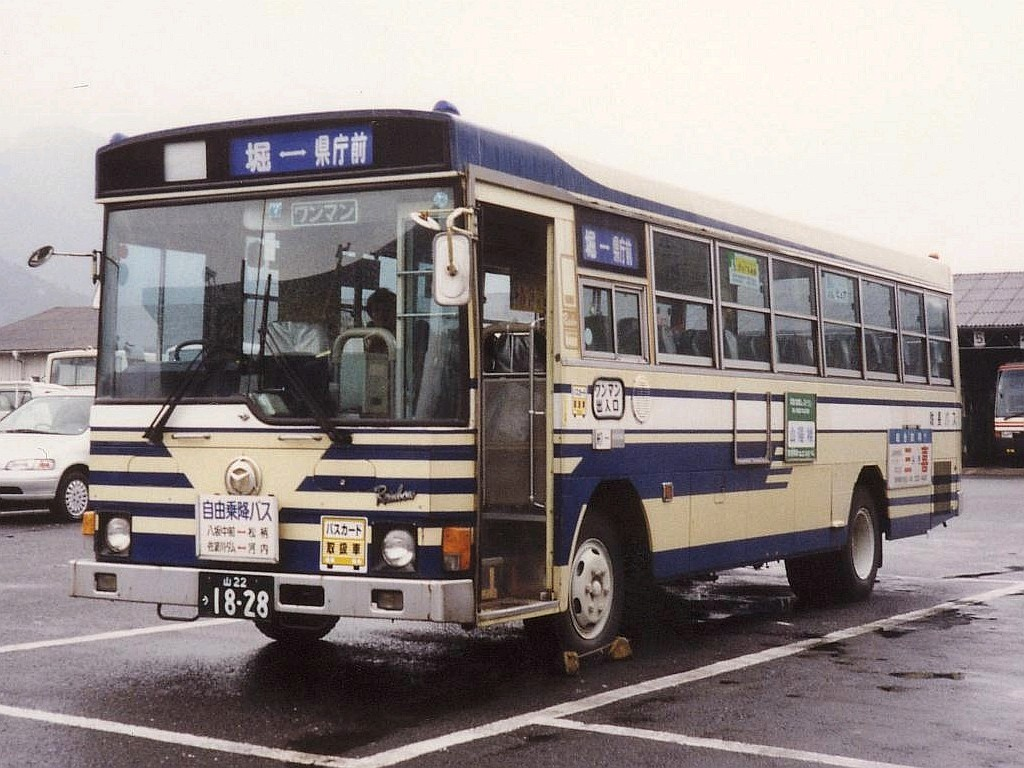
防石鉄道バスの一般路線車（画像は防長交通に承継後のもの。塗装は防石鉄道時代のまま）

防石鉄道株式会社（ぼうせきてつどう）は、かつて山口県防府市と佐波郡徳地町（現山口市）の間を結んでいた鉄道路線を運営していた鉄道事業者である。
社名の由来は周防と石見を結ぶ目的からつけられたもので、津和野を通り益田へ抜け、山陽と山陰を結ぶ鉄道として計画されたが、第一次世界大戦開戦による物価高騰により資金調達と工事がはかどらず、やがて国鉄山口線が全通したため陰陽連絡の夢は破れた。その後、津和野や海岸方向の中関地区への路線延長も計画されたが実現せず、防府 - 堀間を開業したのみに終わり、1960年代のモータリゼーションの進行に勝てず廃止となった。
会社はその後バス事業者に転換したが、1992年に地場大手で親会社となっていた防長交通に吸収合併され、消滅している。

## 会社沿革

### 鉄道の計画から開業まで
1912年7月、三田尻停車場（防府駅）を起点とし佐波郡柚野村（徳地町を経て山口市）大字横山にいたる軽便鉄道（軌間1067mm）敷設の申請書を提出した石三軽便鉄道は、発起人は地元の人以外では当時電気王とよばれた才賀藤吉と伊予鉄道創業者の小林信近が名を連ねていた。11月に免許状が下付され、1914年5月に創立総会を開催し、社長に神戸市の岩崎虔、専務取締役に中関村（防府市）の山根荘太が就任し、10月になり石三鉄道株式会社に改めた。そして12月17日から小野村（防府市）から工事に着手した。
ただ不況の影響で株式の払込は滞り、建設資金不足の問題が起こった。また社長の岩崎が別の事業で起訴される事件もおこり、社長を退任した。そのために1915年7月の臨時株主総会は混乱し工事中止の意見も出たが、8月に内容調査報告会において工事は継続することになった。そして前社長の不祥事により会社の評判を落としたので、1916年5月になり防石鉄道に改称し、1917年に萩出身の熊谷少間が社長に就任した。その間も資金難に苦しみながら、ようやく1919年になり三田尻－奈美間が開業し、翌年には堀まで延伸した。
さらに堀から横山までの残存区間（約18km）の工事に着手したが、資金不足で工事は中止となり、工事延期願いを再三提出したが、1936年に免許失効となった。
また1921年4月に三田尻 - 三田尻港 間（臨港線）（約9km）の計画に対し免許が下付されたが、やはり完成させることは出来なかった。

### 強制執行と国有化の請願
鉄道は開通したが、建設費は資本金を上回り、資金調達を借入金に依存することになった。しかし、借入金の増加は膨大な利子の支払いをもたらし、営業成績を悪化させていくことになったのである。こうした中で1924年に140万円の返済が不可能になり、債権者の広島信託社から強制執行を受け信託側は鉄道の管理を芸備鉄道にまかせた。この責任を取り熊谷は社長を退任し、防石鉄道は競売にかけられる事態となった。この事態に三田尻の株主達は広島信託社と折衝をつづけた結果、ようやく競売は取り消されることになった。
また一部の株主は国に救済を求めるべく防石鉄道の買収を画策し鉄道大臣並びに貴衆両院議長に請願書を提出した。そして買収案は帝国議会衆議院で取り上げられることになった。買収の理由を既に開通している山口線では山口 - 篠目間の急勾配により最大急行の運転は不可能である。しかし急勾配も隧道も架橋も少ない防石鉄道を買収し両端の区間を延長し徳佐 - 堀 - 三田尻 - 中ノ関港とすれば九州大分からの貨客を山陰地方へ輸送でき経済発展に寄与できるとした
それに対し鉄道省では山口線と並行している路線を緊急に買収する必要は認められないと返答しついに救済買収はかなわなかった。

### バスの営業開始と鉄道廃止の申請
兼営事業としてバスの営業を始めることになり、1933年12月八坂自動車株式会社から営業権と自動車の譲渡を受け三田尻 - 地福間と八坂 - 山口間に乗合バスの営業を開始した。
その後大株主であった広島瓦斯電軌（現在の広島ガス・広島電鉄）が所有する株の8割を神戸市の太陽産業（鈴木商店）に譲渡する事件が起きた。その太陽産業は防石鉄道の軌条を羽幌炭鉱鉄道に転用する計画をもっていた。そこで社長の狩野蔵次郎は軌条その他を鉄価高騰という機会に処分し債務の支払いに充てることを考えた。そして鉄道部門を廃止し、バス部門にすることとして1939年7月鉄道運輸営業廃止申請書を鉄道大臣あて提出した。ただこれは日中戦争のさなかで認められず、その後太陽産業の援助と政府の補助により鉄道運輸営業を続けることとなり、廃止申請書は1940年2月に取下げることになった。
- 1914年（大正3年）5月3日 石三軽便鉄道株式会社として設立
- 1914年（大正3年）10月29日石三鉄道株式会社に社名変更
- 1916年（大正5年）5月29日 防石鉄道株式会社に社名変更
- 1933年（昭和8年）12月バス事業を兼営とする。
- 1964年（昭和39年）7月1日 鉄道事業を廃止、バス会社となる
- 1992年（平成4年）4月1日 防長交通に吸収合併され消滅

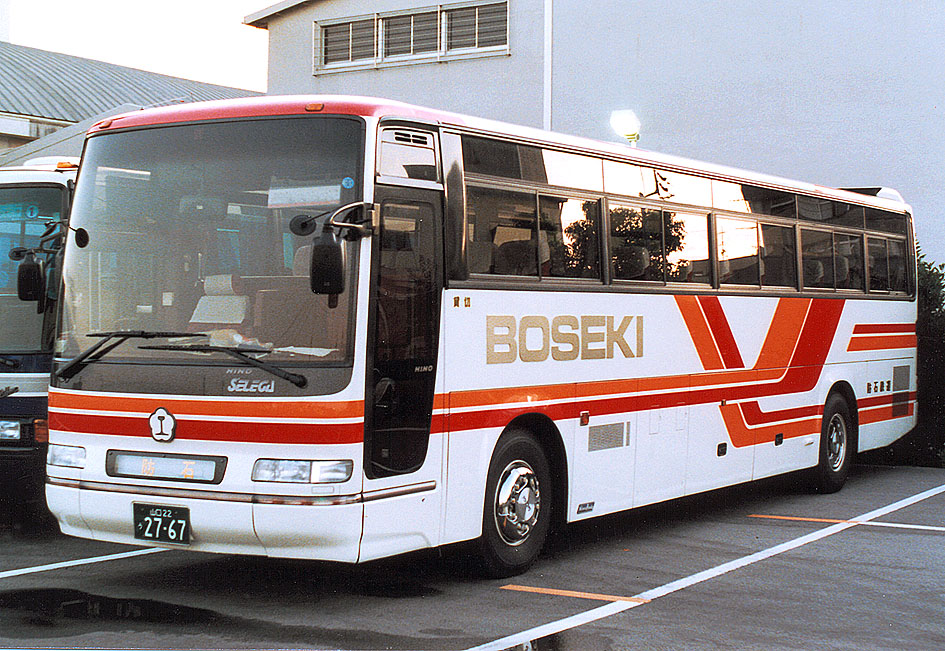
貸切バス（塗装は防長交通と同じ）
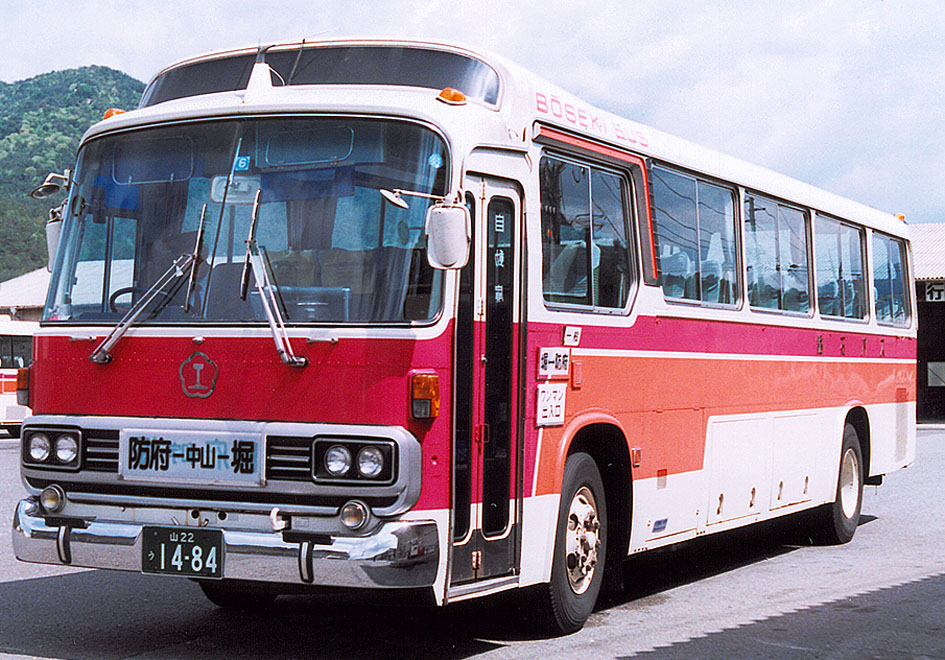
路線バス（貸切バス格下げ）
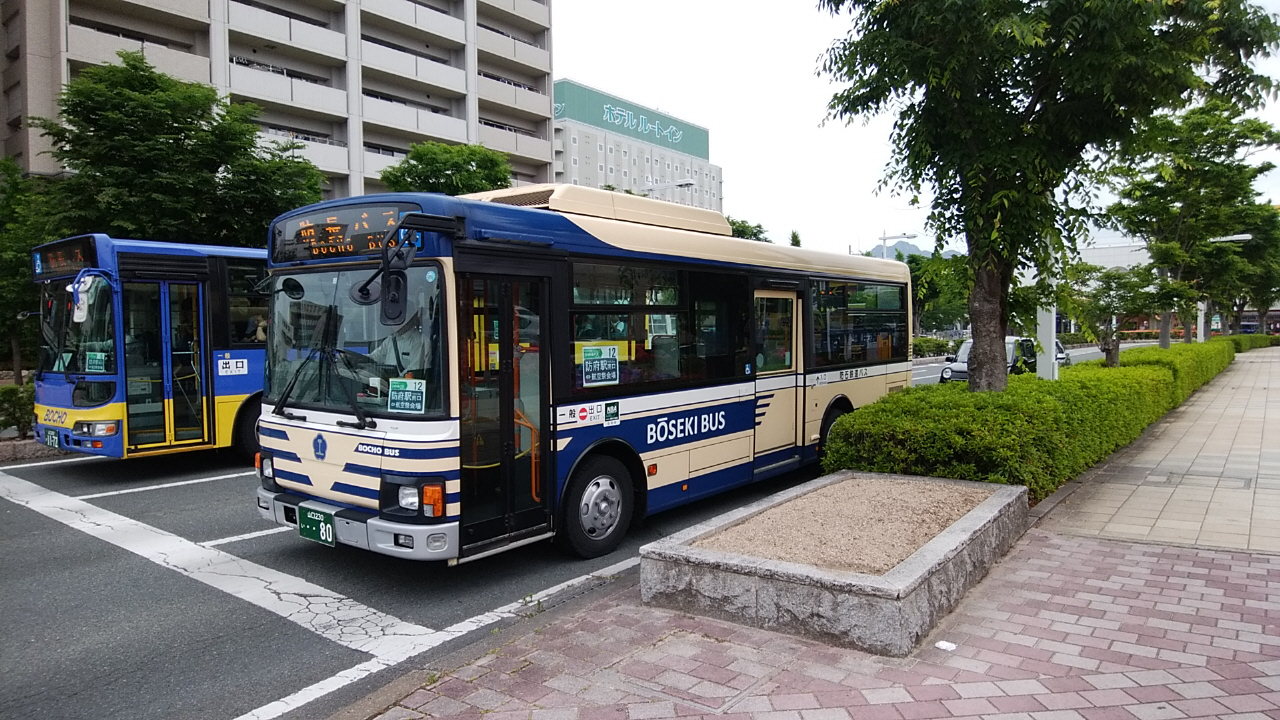
防石鉄道復刻ラッピングバス（防長交通移管後）

## 鉄道事業

### 路線データ
※廃止直前のデータ。
- 路線距離（営業キロ）：18.8km
- 軌間：1067mm
- 駅数：12駅（起終点駅含む）
- 複線区間：なし（全線単線）
- 電化区間：なし（全線非電化）
- 閉塞方式
  - 通票閉塞。防府　○　周防宮市　□　上和字　○　堀

車庫と工場は周防宮市に所在

### 運行形態
開業当初
三田尻 - 上和字を7往復、所要35分
全線開通時
所要58-62分、6往復
1930年4月1日改正当時
旅客6往復、所要時間下り58分、上り54分
運行回数最多時
1933-1934年および1956-1959年頃
10往復
末期
旅客は7往復、うち1往復は土曜のみ、所要50分
貨物は1往復、月に25往復程度、1-2両の編成
途中駅での交換は上和字

### 歴史
- 1912年（大正元年）11月7日  石三軽便鉄道に対し鉄道免許状下付（佐波郡防府町-同郡柚野村間）[14]
- 1914年（大正3年）5月3日 会社設立[15]
- 1914年（大正3年）12月13日 起工式を挙行
- 1919年（大正8年）7月5日 三田尻（後の防府） - 奈美（後の上和字）間 (11.3km) 開通[16]
- 1920年（大正9年）9月23日 上和字 - 堀間 (7.4km) 開通。同時に下和字駅を奈美駅に、これまでの奈美駅を上和字駅に改称[17]
- 1921年（大正10年）4月29日 鉄道免許状下付（佐波郡防府町-同郡中関村間）[18]
- 1930年（昭和5年）10月24日 鉄道免許失効（佐波郡新前町-同郡中ノ関村間 指定ノ期限マテニ工事施工ノ認可申請ヲナササルタメ）[19]
- 1930年（昭和5年）12月26日 瓦斯倫動力併用[15]
- 1931年（昭和6年）5月24日 沖ノ原駅開業
- 1936年（昭和11年）3月14日 鉄道免許取消（佐波郡出雲村-同郡柚野村間 指定ノ期限マテニ工事竣工セサルタメ）[20]
- 1939年（昭和14年）7月10日鉄道運輸営業廃止許可申請書を鉄道省あて提出
- 1940年（昭和15年）2月15日鉄道運輸営業廃止許可申請書を取下
- 1941年（昭和16年）12月18日鉄道免許取消（防府市-同市中ノ関新前町間 指定ノ期限マテニ工事竣工セサルタメ）[21]
- 1942年（昭和17年）以降 奥畑駅開業
- 1946年（昭和21年）以降 船本駅廃止
- 1951年（昭和26年）10月ルース台風により大きな被害をうける[22]
- 1952年 （昭和27年）佐波川ダム建設による住民立ち退きから人口減少[22]
- 1958年（昭和33年）3月20日 堀駅改築により営業キロを0.1km延長
- 1962年（昭和37年）11月1日 国鉄駅の改称に合わせ、三田尻駅を防府駅に改称
- 1964年（昭和39年）7月1日 防府 - 堀間全線廃止

### 駅一覧
防府駅 - 周防宮市駅 - 船本駅* - 人丸駅 - 真尾駅 - 奈美駅 - 上和字駅 - 岸見駅 - 奥畑駅 - 伊賀地駅 - 山根駅 - 沖ノ原駅 - 堀駅
船本駅は1946年以降、廃線前に廃止

### 接続路線
- 防府駅：山陽本線

### 輸送・収支実績
| 年度 | 乗客（人） | 貨物量（トン） | 営業収入（円） | 営業費（円） | 益金（円） | その他益金（円）       | その他損金（円）               | 支払利子（円） | 政府補助金（円） |
| ---- | ---------- | -------------- | -------------- | ------------ | ---------- | ---------------------- | ------------------------------ | -------------- | ---------------- |
| 1919 | 97,582     | 1,853          | 30,270         | 32,031       | ▲ 1,761    |                        |                                | 99             |                  |
| 1920 | 145,149    | 8,064          | 56,640         | 49,421       | 7,219      |                        |                                |                |                  |
| 1921 | 200,388    | 13,583         | 83,000         | 78,090       | 4,910      |                        |                                |                |                  |
| 1922 | 181,819    | 16,823         | 73,842         | 70,131       | 3,711      |                        |                                |                |                  |
| 1923 | 183,363    | 20,002         | 74,288         | 75,744       | ▲ 1,456    |                        |                                | 78,723         | 81,548           |
| 1924 | 170,286    | 10,244         | 66,367         | 88,930       | ▲ 22,563   |                        | 雑損53,156                     | 28,768         | 81,340           |
| 1925 | 166,902    | 10,581         | 65,491         | 86,586       | ▲ 21,095   |                        | 雑損27,264                     | 44,000         | 80,933           |
| 1926 | 169,629    | 13,127         | 71,889         | 57,820       | 14,069     |                        | 償却金16,500                   | 44,000         | 82,559           |
| 1927 | 160,590    | 17,556         | 72,041         | 61,534       | 10,507     |                        | 償却金21,120                   | 41,768         | 82,711           |
| 1928 | 162,512    | 15,749         | 74,644         | 59,389       | 15,255     |                        |                                | 40,550         | 82,574           |
| 1929 | 152,197    | 14,605         | 72,731         | 56,709       | 16,022     |                        |                                | 40,550         | 48,266           |
| 1930 | 137,409    | 9,924          | 64,418         | 45,290       | 19,128     |                        |                                | 40,550         | 17,339           |
| 1931 | 113,881    | 9,249          | 58,353         | 40,979       | 17,374     |                        |                                | 40,551         |                  |
| 1932 | 95,324     | 8,563          | 54,073         | 39,495       | 14,578     |                        | 雑損589                        | 40,550         |                  |
| 1933 | 106,214    | 10,398         | 46,568         | 37,526       | 9,042      | 自動車87               |                                | 40,550         |                  |
| 1934 | 109,738    | 10,040         | 46,488         | 38,617       | 7,871      |                        | 自動車2,281                    | 40,551         |                  |
| 1935 | 110,389    | 10,613         | 44,378         | 39,172       | 5,206      |                        | 自動車1,653                    | 40,550         |                  |
| 1936 | 115,804    | 12,736         | 47,003         | 39,525       | 7,478      | 自動車2,003            |                                | 40,550         |                  |
| 1937 | 126,803    | 12,691         | 93,181         | 41,968       | 51,213     |                        | 自動車739償却金6,300 雑損8,846 | 20,996         |                  |
| 1939 | 192,294    | 24,389         | 73,329         | 59,431       | 13,898     | 57,201 債務免除105,802 | 雑損償却金195,041              | 8,800          | 30,800           |
| 1941 | 292,799    | 40,748         |                |              |            |                        |                                |                |                  |
| 1943 | 495,290    | 51,423         |                |              |            |                        |                                |                |                  |
| 1945 | 858,640    | 36,517         |                |              |            |                        |                                |                |                  |
| 1952 | 364,696    | 30,651         |                |              |            |                        |                                |                |                  |
| 1955 | 371千      | 17,698         |                |              |            |                        |                                |                |                  |
| 1958 | 429千      | 8,702          |                |              |            |                        |                                |                |                  |
| 1960 | 467千      | 6,891          |                |              |            |                        |                                |                |                  |
| 1962 | 399千      | 3,666          |                |              |            |                        |                                |                |                  |

- 鉄道院鉄道統計資料、鉄道省鉄道統計資料、鉄道統計資料、鉄道統計、国有鉄道陸運統計、地方鉄道統計年報、私鉄統計年報各年度版

### 車両

#### 機関車
投入順。DB201を除きすべて蒸気機関車
130
鉄道院130形130を開業時に元の番号のまま譲り受けたもの。1875年（明治8年）シャープ・スチュアート製の1Bタンク機関車。水槽が小さいので終点までもたず廃車の10年くらい前から使用されていなかった。1940年（昭和15年）に台湾の製糖会社に売却、その後の消息は不明。
2
川越鉄道（現・西武鉄道）2を開業時に元の番号のまま譲り受けたもの。1894年（明治27年）クラウス製のBタンク機関車。鉄道院10形と同形である。廃止時まで車籍があり（末期は休車）、廃止後に保存された。地元では「ボウセキシャッキン」と呼ばれることがある。
6
養老鉄道（現・養老鉄道養老線）6を1925年（大正14年）に元の番号のまま譲り受けたもの。1900年（明治33年）ボールドウィン製のCタンク機関車。関西鉄道の機関車を国有化に伴い1180と改番した後、1913年（大正2年）に養老鉄道に譲渡したもの。1939年（昭和14年）に日本鋼管に売却。
3
南越鉄道（のちの福井鉄道南越線）2を1935年（昭和10年）頃に譲り受けたもの。1912年（明治45年）コッペル製のBタンク機関車。1956年（昭和31年）に廃車。
711
運輸省700形711を1946年（昭和21年）に元の番号のまま譲り受けたもの。1896年（明治29年）バルカン・ファウンドリー製の1B1タンク機関車。購入後数年程度で廃車となっている。
1, 5
1942年（昭和17年）日立製作所製のCタンク機関車。海軍で使用していたものを戦後に入線させた。1は防石鉄道が購入したが、5は借入車であったという。1は1952年（昭和27年）にディーゼル機関車DB201に置き換えられ廃車。5も同時期に返還された。
DB201
1952年加藤車輛製のディーゼル機関車。チェーン駆動式、エンジンは日産80PS。廃止時まで使用された。

#### 気動車
いずれも国鉄の買収車
キハ1-3
1930年（昭和5年）雨宮製作所製の2軸ガソリンカー。3両在籍。エンジンはウォーケシャV型35PSで両端に荷台を備えていた。燃料統制により1941年（昭和16年）以降客車テハ1-3に改造したのち、1956年（昭和31年）までに廃車。
キハニ101
中国鉄道（現在の津山線・吉備線）の買収車である国鉄キハニ172を1952年に譲り受けたもの。1934年（昭和9年）日本車輌製のボギーガソリンカー。譲受時にディーゼルエンジンに換装した。荷物室を備え、荷物室側の車端に荷台を設置していた。廃止時まで使用され、廃止後は東濃鉄道に譲渡され笠原線で使用された。1971年（昭和46年）に同線の旅客営業廃止により廃車。
キハニ102
国鉄キハユニ40920を1950年に譲り受けたもの（1952年認可）。旧芸備鉄道（現在の芸備線の一部）のキハユニ16で、1936年（昭和11年）日本車輌製のボギーガソリンカー。譲受時にディーゼルエンジンに換装した。両端に荷台を設置していた。廃止後は島原鉄道に譲渡され気動附随車として使用。
キハ103
長門鉄道のキハ10を1956年に同線が廃止された際、譲り受けたもの。元は中国鉄道キハニ210である国鉄キハニ210で、1937年（昭和12年）川崎車輌製のボギーガソリンカー。車体は国鉄キハ41000形に準じる。1952年に長門鉄道に譲渡された際、ディーゼルエンジンに換装した。廃止後は島原鉄道に譲渡され気動附随車として使用。

#### 客車
在籍延べ9両、いずれもオープンデッキの2軸車
ハ1-4
開通時に枝光鉄工所で製造の2段屋根木造車。座席26名立席20名
ハニフ1, 2
ハ1-4と同系の合造緩急車。ハは座席12名立席8名、ニは0.3t。
ハ5
開通時に伊勢鉄道より譲受、当初ロハ1、1928年に3等車に改造しハ5と改番。
ハ6, 7
ハ6は1909年（明治32年）平岡工場製の旧中国鉄道ハ68、国鉄ハ68を経て1948年（昭和23年）譲受（1951年認可）。同形のハ7は旧国鉄ハ1175でハ6と同時に入線。二重屋根、座席40名立席36名

#### 貨車
1956年に車両の入れ替えが行われている
1964年現在でワ1、ワフ3、ト10-13のいずれも旧長門鉄道から譲受した6両が在籍したが荒廃が激しく、貨物列車は国鉄からの直通貨車によっていた。

#### 車両数の推移
| 年度      | 機関車 | ガソリンカー | 客車 | 貨車 | 貨車 |
| 年度      | 機関車 | ガソリンカー | 客車 | 有蓋 | 無蓋 |
| --------- | ------ | ------------ | ---- | ---- | ---- |
| 1919-1924 | 2      |              | 7    | 4    | 8    |
| 1925-1929 | 3      |              | 7    | 4    | 8    |
| 1930-1934 | 3      | 3            | 7    | 4    | 8    |
| 1935-1936 | 4      | 3            | 7    | 4    | 8    |
| 1937      | 2      | 3            | 7    | 4    | 6    |

## 現況
現在、防府 - 堀間は防長交通が結んでいる。一日二十数往復、およそ40分。堀側始発が5時台など、元鉄道をうかがわせる部分がある。
廃線跡は佐波川沿いの大部分が山口県道184号三田尻港徳地線に転換され、防府市と徳地地区を結ぶメインルートの一つとなっている。
防府駅西方の山陽本線の高架そばの「鉄道記念広場」に2号蒸気機関車、ハ6号客車、ハニフ1号客車が保存されている。なお、動態保存について検討されたことがあるが、動力部分の腐食が進んでおり、走行させる用地の確保が難しいこともあり断念されている。上和字駅跡にはホーム跡と車輪を外された車両が残され、ミニ資料館となっている。